# 16017 Street
A 16017 Street (ideiglenes jelöléssel 1999 CX65) a Naprendszer kisbolygóövében található aszteroida. A LINEAR projekt keretében fedezték fel 1999. február 12-én.